# 3 2 1
3 2 1 é o nono single em japonês — vigésimo primeiro no total — da boy band sul-coreana, Shinee. O single foi lançado em 4 de dezembro de 2013 pela Universal Music Japan sob o selo da EMI Records Japan. A canção foi utilizada como trilha sonora para a série japonesa "Tokyo Toy Box".

## Antecedentes e lançamento
Em 5 de outubro de 2013, a nova música de Shinee "3 2 1" começou a tocar como música-tema do drama "Tokyo Toy Box". Em 10 de outubro a EMI Records Japan anunciou o nono single do Shinee. A versão curta do vídeo da música foi lançado em 20 de novembro de 2013.
De acordo com o site de classificação de música principal japonês, Oricon Daily Chart, Shinee vendeu 42.216 cópias de seu novo single "3 2 1" em 4 de dezembro, que foi o mesmo dia em que foi lançado. O single ficou em terceiro lugar na tabela.

## Lista de faixas
| N.º            | Título                          | Letras            | Música                                                                  | Duração |  |
| 1.             | "3 2 1"                         | Natsumi Kobayashi | Damon Sharpe, Eric Sanicola, Kendall Schmidt, Carlos Pena, James Maslow | 3:33    |  |
| 2.             | "Everybody" (Versão em japonês) | Sara Sakurai      | Thomas Troelsen, Coach & Sendo, Yoo Young Jin                           | 4:09    |  |
| 3.             | "Colors of the Season"          | Sara Sakurai      | Andreas Stone Johansson, Caroline Gustavsson                            | 4:29    |  |
| Duração total: | Duração total:                  | Duração total:    | Duração total:                                                          | 12:11   |  |

| CD (apenas a edição regular): |                                       |         |  |
| N.º                           | Título                                | Duração |  |
| 4.                            | "3 2 1" (Instrumental)                | 3:33    |  |
| 5.                            | "Everybody" (Instrumental)            | 4:09    |  |
| 6.                            | "Colors of the Season" (Instrumental) | 4:29    |  |

| DVD (edição limitada A) |                                           |         |  |
| N.º                     | Título                                    | Duração |  |
| 1.                      | "Everybody" (Music Video)                 | 4:38    |  |
| 2.                      | "Everybody" (Music Video Shooting Sketch) | 7:54    |  |

| DVD (edição limitada B) |                                                |         |  |
| N.º                     | Título                                         | Duração |  |
| 1.                      | "3 2 1" (Music Video)                          | 3:45    |  |
| 2.                      | "3 2 1" (Jacket & Music Video Shooting Sketch) | 5:48    |  |

## Desempenho nas paradas

### Charts
| País          | Gráfico               | Melhores posições |
| ------------- | --------------------- | ----------------- |
| Japão         | Japão (Japan Hot 100) | 2                 |
| Taiwan        | G-Music Asia Chart    | 3                 |
| Taiwan        | G-Music Combo Chart   | 20                |
| Coreia do Sul | Gaon Download Charts  | 168               |

### Oricon chart
| Gráfico               | Melhores posições | Vendas |
| --------------------- | ----------------- | ------ |
| Daily Singles Chart   | 2                 | 82,236 |
| Weekly Singles Chart  | 3                 | 82,236 |
| Monthly Singles Chart | 7                 | 82,236 |

## Histórico de lançamento
| País          | Data                  | Formato              | Gravadora        |
| ------------- | --------------------- | -------------------- | ---------------- |
| Japão         | 4 de dezembro de 2013 | CD, Download digital | EMI Music Japan  |
| Coreia do Sul | 15 de janeiro de 2014 | Download digital     | SM Entertainment |